# Tragulichthys jaculiferus
Tragulichthys jaculiferus es una especie de peces de la familia Diodontidae en el orden de los Tetraodontiformes.

## Morfología
Pueden llegar alcanzar los 30 cm de longitud total.

## Hábitat
Es un pez de mar de clima tropical y asociado a los  arrecifes de coral que vive entre 26-137 m de profundidad.

## Distribución geográfica
Se encuentra en Papúa Nueva Guinea norte de Australia y el Mar de Arafura.